# Sombrero con cuatro alas

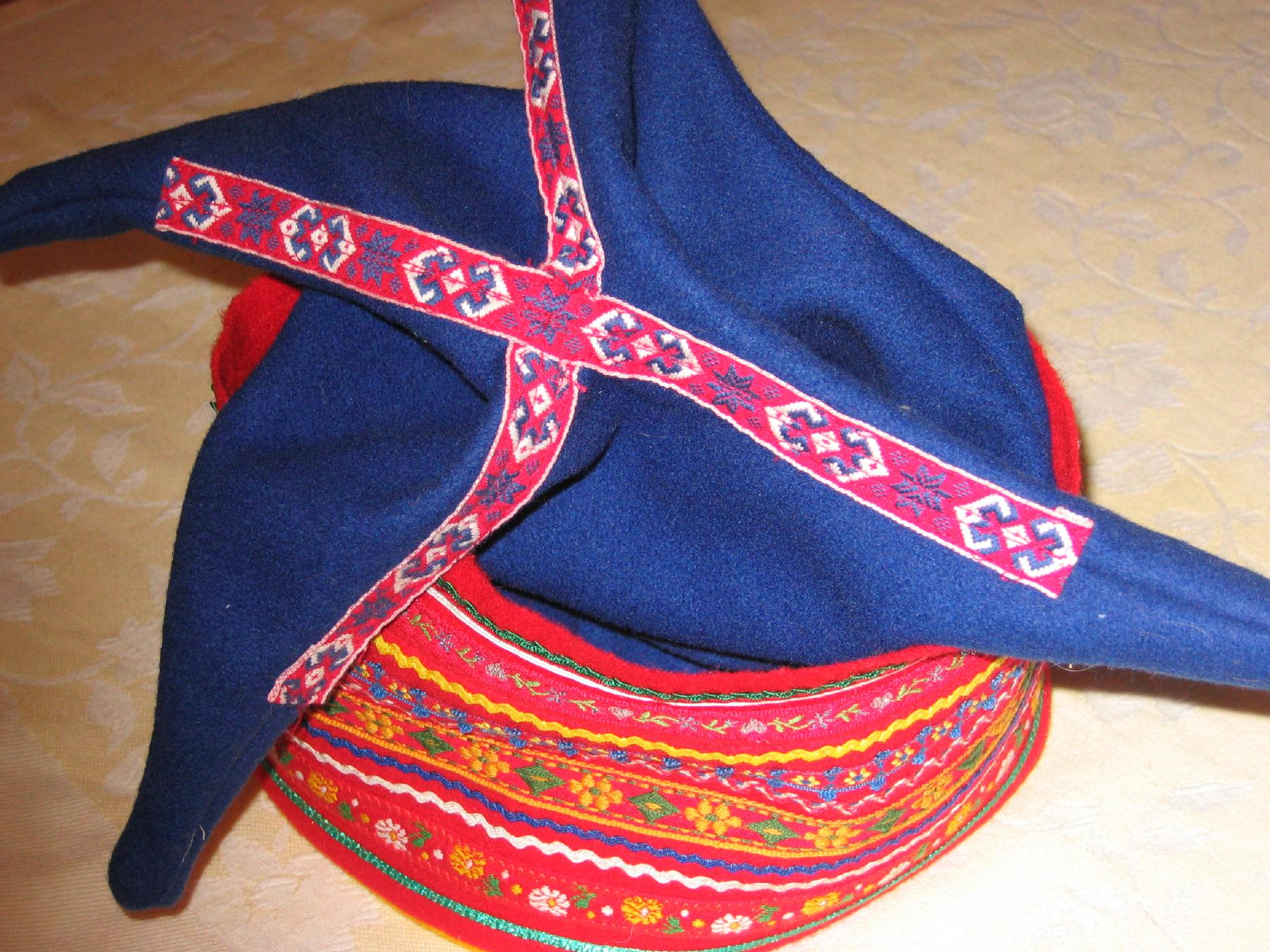
Sombrero de cuatro alas.

El sombrero con cuatro alas (en sami čiehgahpir) es un sombrero tradicional masculino de tela afieltrada y con cuatro alas que usaban los sami de Finlandia y también, aunque con otros colores, en Cracovia (Polonia).
Se trata de una versión del sombrero masculino tradicional de los sami. La base es un cilindro azul, decorado con una banda roja con dibujos trenzados; pero la parte superior es una estrella grande, de cuatro puntas, de color azul brillante y con algunas partes en rojo brillante y amarillo. La decoración en el sombrero de un sami es, en la actualidad, como en el resto de su vestimenta, indicativa del lugar de origen e incluso el clan de la persona. 
- Datos: Q282542